# Патрульна поліція України
Департамент патрульної поліції — міжрегіональний територіальний орган Національної поліції України, який складається зі структурних підрозділів апарату Департаменту патрульної поліції і його територіальних (відокремлених) підрозділів.
Департамент патрульної поліції та його підрозділи мають забезпечувати публічну безпеку й порядок, охороняти права й свободи людини, інтереси суспільства й держави, протидіяти злочинності, в рамках закону надавати допомогу особам, які такої допомоги потребують.

## Історія
Формування нової правоохоронної системи стало відлунням потреб суспільства у знищенні корупції та протидії беззаконню.
Так, після подій на Майдані у лютому 2014 року, на хвилі довіри до нової влади та прагнення населення до реальних змін, почався складний та тривалий процес реформ. Він поєднав у собі тверду політичну волю, низку змін в законодавстві, поновлення кадрового фонду, сприяння та підтримку міжнародних організацій.
З метою використання успішного досвіду закордонних партнерів у 2014 році Кабінет Міністрів України призначив першим заступником МВС Еку Згуладзе. Адже упродовж 7 років, з 2005 по 2012, вона активно працювала над реформуванням грузинських органів внутрішніх справ. Уже наприкінці цього ж року МВС презентувало концепцію майбутньої реформи Міністерства внутрішніх справ, яка передбачала створення Національної поліції як центрального органу виконавчої влади.
Уже 19 січня 2015 року в Києві відбувся брифінг, під час якого заступник глави МВС Ека Згуладзе розповіла суспільству про перший реформований підрозділ Національної поліції України. Вона повідомила, що ДАІ буде повністю реорганізована, а усіх її співробітників — звільнено. Натомість, з'явитися нова служба, яка здійснюватиме цілодобове патрулювання вулиць, реагуватиме на виклики спецлінії 102, а також гарантуватиме безпеку дорожнього руху. Того ж дня було оголошено про перший набір охочих служити у новому підрозділі, в тому числі з-поміж співробітників ДАІ. Таким чином, патрульна поліція стала піонером реформування правоохоронних органів та обличчям Національної поліції.
Набір та підготовка особового складу тривала протягом наступних шести місяців. Кандидати пройшли прозорий відбір: комп'ютерне тестування, перевірка рівня фізичної підготовки, психологічне тестування, військово-лікарняна комісія, комісійна співбесіда. Навчальна програма містила як отримання теоретичних знань, так і опанування необхідних для несення служби практичних навичок. Тож, до процесу навчання майбутніх патрульних було залучено професійних викладачів і тренерів. У підготовці нових патрульних також активно допомагали партнери з Грузії, США та Канади.
2 липня 2015 року Верховна Рада проголосувала в другому читанні та в цілому схвалила законопроєкт № 2822 «Проект Закону про Національну поліцію». Він визначає правові засади організації та діяльності Національної поліції України, статус поліцейських, а також порядок проходження служби в Національній поліції.
У суботу 4 липня 2015 на Софійській площі у Києві 2000 патрульних урочисто присягли на вірність Україні. Того ж вечора перші екіпажі новоствореного підрозділу заступили на перше чергування.
Закон України «Про Національну поліцію» набув чинності 7 листопада 2015 року. З цієї дати міліція в Україні офіційно припинила своє існування.
На сьогодні підрозділи патрульної поліції здійснюють свою діяльність за різними напрямами й виконують широке коло завдань в усіх областях України.

### Хронологія створення територіальних підрозділів
| Місто            | Підрозділ                                                         | Дата створення    |
| ---------------- | ----------------------------------------------------------------- | ----------------- |
| Київ             | Департамент патрульної поліції                                    | 11 червня 2015    |
| Київ             | Управління патрульної поліції у місті Києві                       | 4 липня 2015      |
| Львів            | Управління патрульної поліції в Львівській області                | 23 серпня 2015    |
| Одеса            | Управління патрульної поліції в Одеській області                  | 25 серпня 2015    |
| Харків           | Управління патрульної поліції в Харківській області               | 26 вересня 2015   |
| Ужгород          | Управління патрульної поліції в Закарпатській області             | 29 листопада 2015 |
| Миколаїв         | Управління патрульної поліції в Миколаївській області             | 6 грудня 2015     |
| Луцьк            | Управління патрульної поліції у Волинській області                | 19 грудня 2015    |
| Хмельницький     | Управління патрульної поліції в Хмельницькій області              | 26 грудня 2015    |
| Дніпро           | Управління патрульної поліції в Дніпропетровській області         | 17 січня 2016     |
| Івано-Франківськ | Управління патрульної поліції в Івано-Франківській області        | 31 січня 2016     |
| Херсон           | Управління патрульної поліції в Херсонській області               | 8 лютого 2016     |
| Чернігів         | Управління патрульної поліції в Чернігівській області             | 19 лютого 2016    |
| Вінниця          | Управління патрульної поліції у Вінницькій області                | 22 лютого 2016    |
| Кременчук        | Батальйон патрульної поліції у місті Кременчуці                   | 27 лютого 2016    |
| Черкаси          | Управління патрульної поліції в Черкаській області                | 1 березня 2016    |
| Полтава          | Управління патрульної поліції в Полтавській області               | 5 березня 2016    |
| Тернопіль        | Управління патрульної поліції в Тернопільській області            | 12 березня 2016   |
| Житомир          | Управління патрульної поліції в Житомирській області              | 22 березня 2016   |
| Бориспіль        | Батальйон патрульної поліції у місті Борисполі                    | 24 березня 2016   |
| Чернівці         | Управління патрульної поліції в Чернівецькій області              | 27 березня 2016   |
| Запоріжжя        | Управління патрульної поліції в Запорізькій області               | 16 квітня 2016    |
| Рівне            | Управління патрульної поліції в Рівненській області               | 19 квітня 2016    |
| Кропивницький    | Управління патрульної поліції в Кіровоградській області           | 28 квітня 2016    |
| Суми             | Управління патрульної поліції в Сумській області                  | 12 травня 2016    |
| Краматорськ      | Батальйон патрульної поліції в містах Краматорську та Слов'янську | 14 травня 2016    |
| Кривий Ріг       | Полк патрульної поліції в місті Кривому Розі                      | 18 травня 2016    |
| Сєвєродонецьк    | Управління патрульної поліції в Луганській області                | 22 травня 2016    |
| Маріуполь        | Управління патрульної поліції в Донецькій області                 | 30 травня 2016    |
| Київська область | Управління патрульної поліції у Київській області                 | 6 жовтня 2017     |
| Біла Церква      | Батальйон патрульної поліції в місті Біла Церква                  | 21 серпня 2018    |

8 жовтня 2018 року на центральних вулицях міст та головних автомагістралях України з'явилися прилади для вимірювання швидкості TruCam, на підставі даних яких з 16 жовтня почали складати постанови у справі про адміністративне правопорушення. На середину грудня працював 31 прилад, а за 2 місяці роботи пристроїв на понад 18 тисяч водіїв-порушників накладено штрафів на суму 4 млн грн. Станом на середину лютого 2019 року на дорогах України працювало 50 приладів. На тих ділянках доріг, де використовують радари TruCam, аварійність знижується на 15-20 %. Починаючи від 13 травня 2019 року, патрульні поліцейські використовують 100 таких приладів для вимірювання швидкості на дорогах України.

## Завдання
- забезпечення публічного порядку та безпеки, охорони прав і свобод людини, а також інтересів суспільства і держави;
- запобігання, виявлення та припинення кримінальних та адміністративних правопорушень;
- забезпечення безпеки дорожнього руху, організація контролю за додержанням законів, інших нормативних актів з питань безпеки дорожнього руху, а також удосконалення регулювання дорожнього руху з метою забезпечення його безпеки;
- надання послуг з допомоги особам, які з особистих, економічних, соціальних причин або внаслідок надзвичайних ситуацій потребують такої допомоги.[26]

## Права поліцейських патрульної поліції
- вимагати від всіх осіб дотримання публічної порядку та безпеки, прав і свобод людини, а також інтересів суспільства і держави; вимагати припинення вчинення правопорушень;
- вимагати пред'явлення документів, що посвідчують особу, та (або) документів, що підтверджують відповідне право особи;
- зупиняти транспортні засоби у передбачених законом випадках;
- здійснювати в установленому законодавством порядку особистий огляд, огляд речей і документів, транспортного засобу і вантажу, а також проникати до житла чи іншого володіння особи;
- вилучати в осіб предмети і речі, заборонені або обмежені в обігу, а також документи з ознаками підробки;
- оглядати та вилучати зброю, спеціальні засоби, боєприпаси, що знаходяться у фізичних та юридичних осіб, у встановлених законом випадках;
- застосовувати заходи фізичного впливу, спеціальні засоби та вогнепальну зброю у випадках і в порядку, передбачених законодавством;
- при здійсненні патрулювання на транспортному засобі включати спеціальні світлові, звукові сигнали, а також, у випадках службової необхідності, відступати від правил дорожнього руху;
- тимчасово обмежити або заборонити доступ особам до визначеної території або об'єктів, якщо це необхідно для забезпечення публічного порядку та громадської безпеки, охорони життя і здоров'я людей, охорони місця події, проведення слідчих дій;
- обмежувати або забороняти у визначених законом випадках рух і перебування транспортних засобів і громадян на окремих ділянках вулиць і автомобільних доріг;
- використовувати технічні засоби та технічні прилади (в тому числі, відеокамери і відеореєстратори) для виявлення і фіксації правопорушень, спілкування з громадянами;
- затримувати осіб за передбачених законом підстав і в спосіб, та здійснювати їх доставлення до підрозділів Національної поліції;
- затримувати та організовувати доставлення транспортних засобів для тимчасового зберігання;
- поліцейські патрульні поліції мають інші права, передбачені законодавством.

## Автомобілі патрульної поліції
| Зображення | Модель               | Виробник       | Використання            | Примітки                                                     |
| ---------- | -------------------- | -------------- | ----------------------- | ------------------------------------------------------------ |
|            | Toyota Prius         | Японія         | Поліцейський автомобіль | Отримані за рахунок коштів по Кіотському протоколу           |
|            | Hyundai Sonata       | Південна Корея | Поліцейський автомобіль | До цього автомобілі працювали як таксі у аеропорту Бориспіль |
|            | Isuzu D-Max          | Японія         | Поліцейський автомобіль | Використовуються у Волинській області                        |
|            | Renault Dokker       | Франція        | Поліцейський автомобіль | На базі Dacia Dokker                                         |
|            | Renault Duster       | Франція        | Поліцейський автомобіль | На базі Dacia Duster                                         |
|            | Mitsubishi Outlander | Японія         | Поліцейський автомобіль | Plug-in Hybrid Electric                                      |
|            | Škoda Rapid          | Чехія          | Поліцейський автомобіль | Патрульним поліцейським оновили автопарк                     |
|            | Volkswagen Crafter   | Німеччина      | Поліцейський автомобіль | Використовується підрозділами патрульної поліції             |

## Знаки розрізнення (шеврони) патрульної поліції
В територіальних (відокремлених) підрозділах Департаменту патрульної поліції використовуються знаки розрізнення: погони зі званням, шеврон «ПОЛІЦІЯ» єдиного зразку для всіх поліцейських, який розміщується на лівому рукаві верхньої частини однострою (форменного одягу поліції) — куртках, бушлатах, кітелях, сорочках, футболках-поло тощо. Також нарукавні знаки розрізнення територіального підрозділу поліції, з розміщенням на правому рукаві верхньої частини однострою. Такі шеврони створені з урахуванням геральдики міст, де діє поліція (обласних центрів, де розташовані управління) та містять назву такого міста й напис «ПАТРУЛЬ». В підрозділах тактико-оперативного реагування поліції замість шеврону з назвою міста використовується шеврон з написом «ПАТРУЛЬНА ПОЛІЦІЯ» та «ТОР».

Нарукавний знак Департамент патрульної поліції
Нарукавний знак управління патрульної поліції у місті Києві
Нарукавний знак управління патрульної поліції в Львівській області
Нарукавний знак управління патрульної поліції в Одеській області
Нарукавний знак управління патрульної поліції в Харківській області
Нарукавний знак управління патрульної поліції в Закарпатській області
Нарукавний знак управління патрульної поліції в Хмельницькій області
Нарукавний знак управління патрульної поліції в Миколаївській області
Нарукавний знак управління патрульної поліції у Волинській області
Нарукавний знак управління патрульної поліції в Дніпропетровській області
Нарукавний знак управління патрульної поліції в Івано-Франківській області
Нарукавний знак управління патрульної поліції в Херсонській області
Нарукавний знак управління патрульної поліції в Чернігівській області
Нарукавний знак управління патрульної поліції у Вінницькій області
Нарукавний знак батальйон патрульної поліції у місті Кременчуці
Нарукавний знак управління патрульної поліції в Черкаській області
Нарукавний знак управління патрульної поліції в Полтавській області
Нарукавний знак управління патрульної поліції в Тернопільській області
Нарукавний знак управління патрульної поліції в Житомирській області
Нарукавний знак батальйон патрульної поліції у місті Борисполі
Нарукавний знак управління патрульної поліції в Чернівецькій області
Нарукавний знак управління патрульної поліції в Запорізькій області
Нарукавний знак управління патрульної поліції в Рівненській області
Нарукавний знак управління патрульної поліції в Кіровоградській області
Нарукавний знак управління патрульної поліції в Сумській області
Нарукавний знак батальйон патрульної поліції в містах Краматорську та Слов’янську
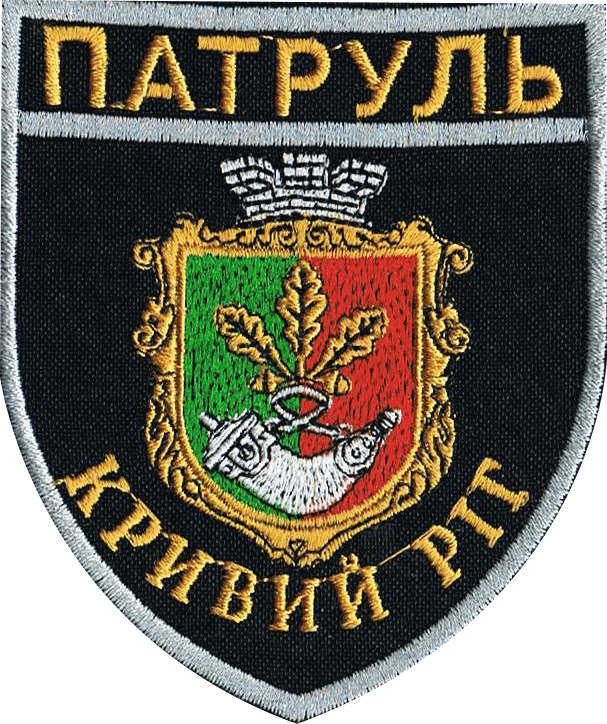
Нарукавний знак полк патрульної поліції в місті Кривому Розі
Нарукавний знак управління патрульної поліції в Луганській області
Нарукавний знак управління патрульної поліції в Донецькій області
Нарукавний знак управління патрульної поліції у місті Київській області
Нарукавний знак батальйон патрульної поліції в місті Біла Церква

## Керівники патрульної поліції
- Департамент патрульної поліції, начальник — генерал поліції 3-го рангу Жуков Євгеній Олександрович
- Управління патрульної поліції у Вінницькій області, начальник — підполковник поліції Усейнов Редван Серверович;
- Управління патрульної поліції у Волинській області, начальник — капітан поліції Оксентюк Роман Анатолійович;
- Управління патрульної поліції в Дніпропетровській області, начальник — підполковник поліції Калюжний Андрій Петрович;
- Управління патрульної поліції в Донецькій області, начальник — майор поліції Вершинін Михайло Олександрович;
- Управління патрульної поліції в Житомирській області, начальник — капітан поліції Ганзюк Євгеній Сергійович;
- Управління патрульної поліції в Закарпатській області, начальник — підполковник поліції Найман Валерій Золтанович;
- Управління патрульної поліції в Запорізькій області, начальник — капітан поліції Борзенко Олександр В'ячеславович;
- Управління патрульної поліції в Івано-Франківській області, начальник — майор поліції Костенко Олег Олександрович;
- Управління патрульної поліції у Київській області, начальник — майор поліції Єнакієв Ілля Олександрович;
- Управління патрульної поліції в Кіровоградській області, начальник — підполковник поліції Цюцюра Антон Іванович;
- Управління патрульної поліції в Луганській області, начальник —;
- Управління патрульної поліції у Львівській області, начальник — майор поліції Крутень Андрій Володимирович;
- Управління патрульної поліції в Миколаєвській області, начальник — підполковник поліції Човпан Олена Юріївна;
- Управління патрульної поліції в Одеській області, начальник — майор поліції Рубан Руслан Валерійович;
- Управління патрульної поліції в Полтавській області, т.в.о. начальника — капітан поліції Варава Сергій Сергійович;
- Управління патрульної поліції в Рівненській області, начальник — підполковник поліції Прищепа Микола Вікторович;
- Управління патрульної поліції в Сумській області, начальник — підполковник поліції Калюжний Олексій Олексійович;
- Управління патрульної поліції в Тернопільській області, начальник — майор поліції Шевчук Богдан Богданович;
- Управління патрульної поліції в Харківській області, начальник — підполковник поліціі Левченко Віктор Васильович;
- Управління патрульної поліції в Херсонській області, начальник — полковник поліції Базаренко Іван Сергійович;
- Управління патрульної поліції в Хмельницькій області, начальник — майор поліції Роо Олег Анатолійович;
- Управління патрульної поліції в Черкаській області, начальник — майор поліції Кокоба Олександр Миколайович;
- Управління патрульної поліції в Чернівецькій області, начальник — підполковник поліції Йосипів Олег Петрович;
- Управління патрульної поліції в Чернігівській області, начальник — майор поліції Курган Анатолійович.
- Управління патрульної поліції у м. Києві, начальник — підполковник поліції Курбаков Ярослав Михайлович;
- Відділ патрульної поліціїї в АР Крим та у м. Севастополі, заступник начальника відділу — старший лейтенант поліції ЗАХАРЧУК Олег Олександрович;
- Полк патрульної поліції в м. Біла Церква та Білоцерківському районі управління патрульної поліції у Київській області, командир — підполковник поліції Коряк Василь Вікторович;
- Батальйон патрульної поліції у м. Борисполі Управління патрульної поліції у Київській області, командир — майор поліції Шкроб Артур Олександрович;
- Батальйон патрульної поліції в селі Чайки управління патрульної поліції у Київській області, командир батальйону — капітан поліції Горлач Олександр Миколайович
- Батальйон патрульної поліції у м. Краматорськ та Слов'янськ управління патрульної поліції в Донецькій області, командир — майор поліції Мерчук Сергій Юрійович;
- Батальйон патрульної поліції в місті Кременчук, командир — капітан поліції Олег Гаранжа;
- Полк патрульної поліції в місті Кривий Ріг управління патрульної поліції в Дніпропетровській області, командир — майор поліції Нікіфоров Олексій Олексійович;

## Спеціальні підрозділи Департаменту патрульної поліції

### ТОР
ТОР (абр. від Тактико-оперативне реагування) — спеціальні підрозділи (роти, батальйони, полки) управлінь патрульної поліції в областях, Автономній Республіці Крим, м. Севастополі та м. Києві Департаменту патрульної поліції, що призначені для ефективної охорони громадського порядку у публічних місцях, під час масових заходів та забезпечення реалізації задач патрульної поліції для яких недостатньо екіпірування та навичок звичайних інспекторів патрульної поліції.
Спецпідрозділ створено в 2016 році в рамках реформи спецпідрозділів Національної поліції України з огляду на буденну практику патрульної поліції. Адже виклики, на які виїжджають патрульні, досить різні і з урахуванням наявності у правопорушників зброї, їх агресивного стану їх агресивного стану, часто бувають випадки, що загрожують життю і здоров’ю, як самих патрульних поліцейських, так і громадян. Відтак ТОР – це тактичний підрозділ, який є запорукою безпеки особового складу патрульної поліції та працівників інших підрозділів ГУНП у вирішенні складних конфліктних ситуацій з високим рівнем загрози.

### Бригада «Хижак»
Бригада «Хижак» — зведена стрілецька бригада Департаменту патрульної поліції призначена для захисту України від збройної агресії РФ.